# Pallavolo ai XII Giochi dei piccoli stati d'Europa - Torneo femminile
Il X torneo femminile di pallavolo ai Giochi dei piccoli stati d'Europa si è svolto dal 5 al 9 giugno 2007 a Monte Carlo, nel Principato di Monaco, durante i XII Giochi dei piccoli stati d'Europa. Al torneo hanno partecipato 5 squadre nazionali europee di stati con meno di un milione di abitanti e la vittoria è andata per la sesta volta a Cipro.

## Squadre partecipanti
- Cipro
- Islanda
- Liechtenstein
- Lussemburgo
- San Marino

## Classifica finale
| Classifica | Squadre       |
| ---------- | ------------- |
|            | Cipro         |
|            | Lussemburgo   |
|            | Liechtenstein |
| 4          | San Marino    |
| 5          | Islanda       |